# Лінійні кораблі типу «Конте ді Кавур»
Лінійні кораблі типу «Конте ді Кавур» (італ. Classe Conte di Cavour) — серія лінкорів Королівських ВМС Італії.
Названі на честь графа Кавура.

## Історія створення
У 1909 році Італія прийняла програму кораблебудування (відому як морський закон 1909 року), яка передбачала будівництво чотирьох лінкорів. Складовою частиною цієї програми булу лінкори типу «Конте ді Кавур». Італія, будучи членом Троїстого союзу, будувала кораблі перш за все як противагу французьким лінкорам типу «Курбе». В той же час, вона з осторогою спостерігала за закладкою дредноутів Австро-Угорщиною, яку розглядала скоріше як противника, а не союзника.
Попередній лінкор, «Данте Аліг'єрі», незважаючи на ряд прогресивних рішень, мав два серйозні недоліки: затисненість надбудов, що утруднювало управління кораблем, а також дуже слабкий погонний та ретирадний вогонь. Остання обставина викликала найбільшу критику, особливо враховуючи той факт, що французькі та австро-угорські дредноути мали у два рази більше гармат, які могли вести вогонь по носу та кормі кораблів.
Поки «Данте Аліг'єрі» ще навіть не будувався, Едоардо Маздеа розробив новий проект, який, з одного боку враховував недоліки «Данте Аліг'єрі», а з іншого, враховував французький та північноамериканський досвід будівництва лінійних кораблів.
Оскільки при підвищеному розміщенні тригарматних башт виникали проблеми з остійністю, їх зробили двогарматними, а для компенсації вогневої міці розташували додаткову п'яту башту в середній частині корабля між котельними відділеннями. Таким чином, бортовий залп збільшився на одну гармату, а погонний та ретирадний — на дві третіх (з трьох до п'яти гармат).
Підвищення одних башт над іншими дозволило не подовжувати занадто корпус, але вимагало деякого збільшення ширини корабля. Водотоннажність зросла на 3400 т, що при тій же потужності силової установки призвело до зменшення швидкості на 1 вузол.
Будівництво трьох кораблів було затверджене 2 грудня 1909 року. Наступного року замовлення були видані трьом різним верфям: Арсенал Ла-Спеції, «Ansaldo» та «Odero» в Генуї.
Вартість будівництва корпусу та механізмів корабля оцінювалась у 64,2 млн. лір, артилерії — 36,6 млн лір.
На момент закладки лінкори типу «Конте ді Кавур» були одними з найпотужніших у світі, хоча їх броньований захист поступався більшості сучасників. Але ще до моменту спуску кораблів на воду їх перевершили американські та британські супердредноути з 343-мм і 356-мм гарматами.

## Представники
| Назва                               | Верф                         | Закладений          | Спущений на воду    | Вступив у стрій     | Доля |
| ----------------------------------- | ---------------------------- | ------------------- | ------------------- | ------------------- | --- |
| Конте ді Кавур Conte di Cavour      | Арсенал Ла-Спеції, Ла-Спеція | 10 серпня 1910 року | 10 серпня 1911 року | 1 квітня 1915 року  | Потоплений 12 листопада 1940 року під час нападу на Таранто піднятий у 1941 році, зданий на здам у 1946 році |
| Джуліо Чезаре Giulio Cesare         | «Ansaldo», Генуя             | 20 червня 1910 року | 15 жовтня 1911 року | 14 травня 1914 року | У 1949 році переданий СРСР, вибухнув та затонув у 1955 році, піднятий у 1957 році, розібраний на метал       |
| Леонардо да Вінчі Leonardo da Vinci | «Odero», Генуя               | 18 липня 1910 року  | 14 жовтня 1911 року | 17 травня 1914 року | Вибухнув та затонув 2 серпня 1916 року піднятий у 1919 році, проданий на злам у 1923 році                    |

## Конструкція

Розташування гармат головного калібру на кораблях типу «Конте ді Кавур»

### Корпус та бронювання
Корпуси лінкорів типу «Конте ді Кавур» не мали таранного форштевеня, носова частина мала скруглену форму. В нижній частині форштевень трохи виступав уперед, але це робилось винятково для швидкісних характеристик. По всій довжині корпуса проходило подвійне дно, а в центральній частині — потрійне. Корпус ділився на відсіки 23 поперечними та 4 поздовжніми перебірками. Силует корабля був симетричним, завдяки цьому здалеку було важко визначити напрям руху корабля.
Головний броньовий пояс простягався по всій довжині ватерлінії. В середній частині — від барбета башти № 1 до барбета башти № 5 — його товщина становила 250 мм, потоншуючись до нижньої кромки до 170 мм, а в носовій та кормовій частині потоншувався до 80 і 130 мм відповідно. Пояс мав висоту 2,8 м і опускався на 1,6 м нижче ватерлінії. Він замикався 130-мм траверзами.
Поверх головного пояса розміщувався 220-мм пояс висотою 2,3 м, а ще вище, між головною та верхньою палубами, був 130-мм пояс, який простягався на 138 м від носу до башти № 4, де завершувався 110-мм траверзом.
Каземат протимінної артилерії, розташований між барбетами підвищених башт, захищався 110-мм бронею.
Як і на «Данте Аліг'єрі», майже вся горизонтальна броня була двошаровою: верхній шах зі сталі високого опору, нижній зі звичайної кораблебудівної сталі. Нижня палуба в межах головного броньового поясу мала товщину 24 мм (12+12) в плоскій частині і 40 мм (20+20) на косах, які примикали до нижньої кромки головного поясу. Поза поясом вона мала карапасну форму і на закінченнях опускалась до рівня нижньої кромки поясу.
Головна палуба, яка примикала до верхньої кромки 220-мм пояса, була плоскою. Ближче до діаметральної площини її товщина становила 30 мм (18+12), а між поздовжньою переборкою і зовнішньою обшивкою — 31 мм (18+13). Верхня палуба всередині каземату 120-мм гармат мала товщину 13-15 мм. Палуба напівбака мала товщину 8 мм в носовій частині, але під казематом була найтовщою на кораблі: 44 мм (30+14).
Лобова броня башт головного калібру мала товщину 280 мм, бокова — 240 мм, дах — 85 мм, броня барбетів — 280 мм. Носова бойова рубка мала 280-мм броню, кормова — 180 мм.
Поздовжні перебірки мали товщину 8-12 мм. У бортових відсіках розміщувались нафтові цистерни та вугільні ями.
Загалом конструктори дотримувались традиційного принципу італійського кораблебудування, коли захист лінкорів приносився в жертву швидкості та озброєнню. На броню припадало всього 5 150 т маси, або 22,4 % від нормальної водотоннажності.

### Силова установка
Силова установка на лінкорах типу «Конте ді Кавур» за складом була аналогічна тій, що стояла на «Данте Аліг'єрі», але була розміщена трохи інакше. Кожен з трьох турбоагрегатів «Парсонс» розташовувався в окремому машинному відділенні. У кожному з бортових машинних відділень, розташованих по боках від середньої башти, знаходився агрегат з турбін високого та низького тиску, з'єднаних послідовно, які приводили у рух зовнішні гребні вали.
Середній турбоагрегат розміщувався в машинному відділенні, яке розташовувалось між кормовою котельною групою та середньою баштою. Він складався з турбін високого та низького тиску, які стояли паралельно та обертали лівий та правий внутрішні гребні вали відповідно.
Кораблі відрізнялись кількістю та моделями котлів. На «Джуліо Чезаре» стояли по 12 котлів «Babcock & Wilcox» з нафтовим, і 12 котлів зі змішаним опаленням. На інших лінкорах стояли по 8 котлів «Blechnyden» з нафтовим і 12 — зі змішаним опаленням. Котли розташовувались двома групами, спереду та позаду машинних відділень.
На випробуваннях жоден з кораблів не зміг розвинути запланованої швидкості у 22,5 вузлів. «Джуліо Чезаре» показав швидкість 21,56 вузол при водотоннажності 21 700 т і потужності 30 700 к.с.
«Леонардо да Вінчі» — 21,6 вузол при потужності 32 800 к.с. Лише «Конте ді Кавур» перевищив швидкість у 22 вузли, показавши 22,2 вузли при потужності 31 278 к.с.

### Озброєння
На лінкорах «Конте ді Кавур» встановлювалась така ж артилерія, як і на Данте Аліг'єрі". Артилерія головного калібру складалась з 13 305-мм гармат «305/46 Mod. 1909»: у трьох баштах були розміщені по три гармати, у двох баштах — по дві гармати.
Артилерія середнього калібру складалась з 18 120-мм гармат «120/50 Mod. 1909» та розміщувалась в центральному казематі. Її доповнювали 14 76-мм гармат, які могли розміщуватись у різних частинах корабля.
Торпедне озброєння складалось з трьох 450-мм підводних торпедних апаратів: двох бортових у носовій частині та одного кормового.
Погреби вміщували по 100 снарядів на кожну 305-мм гармату (штатний боєкомплект — 70 снарядів на ствол), по 200 снарядів на кожну 120-мм гармату, по 240 снарядів на кожну 76-мм гармату, а також 9 торпед.

## Модернізації
У 1916 році на бойових рубках лінкорів «Джуліо Чезаре» та «Конте ді Кавур» встановили 4,5-метровий далекомір фірми «Triplex», а на кормовій — 2,7-метровий. Кожна башта була обладнана власним далекоміром.
У 1917 році на фок-щоглах встановили директори британського зразка.
У 1916—1917 роках були демонтовані торпедні апарати та протиторпедні сітки. Тоді ж частина 76-мм/50 гармат була знята для озброєння малих кораблів, натомість було встановлено по 4-6 76-мм зенітних гармат «76/40 Mod. 1916 R.M.». До кінця війни були встановлені ще 2 40/39-мм зенітні гармати фірми «Vickers».
У 1924 році на кораблях встановили нові чотириопорні фок-щогли, при цьому центральні опори попередніх щогл зберегли для використання як опори вантажних стріл. У 1925 році на кораблях була змонтована нова система управління вогнем.
На середніх баштах було обладнане місце для літаючого човна Macchi М.18.

### Реконструкція 1930-х років
На початок 1930-х років лінійні кораблі типу «Конте ді Кавур» втратили бойове значення. Але оскільки Франція, основний суперник Італії у Середземному морі, мала такі ж застарілі лінкори, то модернізація лінкорів «Конте ді Кавур» не передбачалась.
Але у 1932 році Франція заклала два нових лінкори типу «Дюнкерк». Оскільки через низку економічних та політичних причин в той час Італія не могла будувати нові кораблі, було вирішено модернізувати наявні.
Перед італійськими конструкторами постала задача створити швидкісний корабель, здатний протистояти французькому лінійному крейсеру та за необхідності втекти від сильнішого противника. В середині 1933 року був підготовлений план модернізації, за яким треба було замінити більше 60 % початкових конструкцій. Модернізація кораблів розпочалась в жовтні 1933 року: «Конте ді Кавур» в Трієсті, «Джуліо Чезаре» в Генуї.
Під час реконструкції обидва кораблі повністю поміняли силует. Замість типового дредноута з двома широко розставленими трубами та невеликими надбудовами в результаті модернізації вийшов сучасний корабель з близько розташованими трубами, обтічними надбудовами та елегантним форштевенем. Корпус кораблів подовжили на 7 м. Нову носову частину натягнули на таранний форштевень, який так і залишився всередині корпуса. Напівбак подовжили приблизно на 3/5 довжини корпусу.
Центральну башту головного калібру демонтували, на її місці розташували потужніші механізми. Якщо старі турбіни розвивали потужність 31 000 к.с., розподіляючи її на 4 вали, то нова установка мала потужність 75 000 к.с. і працювала на внутрішні вали, зовнішні ж були ліквідовані.
Нова енергетична установка складалась з 8 котлів типу «Ярроу» та турбозубчатих агрегатів «Беллуццо».
На випробуваннях 14 квітня 1936 року «Конте ді Кавур» розвинув швидкість 28,05 вузлів при потужності 93 433 к.с., а «Джуліо Чезаре» 12 грудня того ж року розвинув 28,24 вузлів при потужності 93 430 к.с.
Нові 320-мм гармати були отримані шляхом розсвердлювання старих 305-мм стволів. Вони отримали позначення «OTO/Ansaldo 320/44». Оскільки після цього стінки стволів стали тоншими, конструктори пішли на зменшення початкової швидкості снаряда з 860 м/с до 834 м/с. Сам снаряд при цьому збільшив свою масу зі 417 кг до 525 кг.
Баштові установки також пройшли модернізацію, внаслідок чого кут підвищення збільшився до 27°, а дальність стрільби до 154 кбт.
Управління вогнем здійснювалось з командно-далекомірного пункту, який розташовувався на носовій надбудові та був обладнаний двома 7,2-м далекомірами. Резервні пости розташовувались у підвищених двогарматних баштах та обладнувались 9-м далекомірами.
Артилерія протимінного калібру складалась з 12 120-мм гармат 120/50 Mod. 19233, розміщених в шести двогарматних баштах. Кут підвищення складав 42°, дальність стрільби 22,1-кг снарядом — 105 кбт.
Зенітна артилерія складалась з 8 100-мм гармат «OTO 100/47 Mod. 1928» у спарених установках, які стріляли 13,8-кг снарядами зі скорострільністю 8 пострілів за хвилину.
Легке зенітне озброєння складалось з 6 спарених 37-мм установок 37 mm/54 Breda і такої ж кількості 13,2-мм кулеметів.
Італійці не могли вносити зміни у вертикальне бронювання відповідно до умов Вашингтонської морської угоди 1922 року. Тому зміни внесли в горизонтальне бронювання. Між головною та броньованою палубами з'явилась внутрішня цитадель, яка захищала механізми та барбети башт. Товщина її стінок становила 70 мм.
Також була збільшена товщина всіх палуб.
Бойова рубка мала 260-мм стінки, 120-мм дах і 100-мм підлогу. Щоб компенсувати збільшення маси броні та обладнання, товщину добової броні башт довелось зменшити до 240 мм.
В результаті реконструкції водотоннажність кораблів зросла з 23 00 до 26 400 т.
Після реконструкції «Конте ді Кавур» вступив у стрій 6 червня 1937 року, «Джуліо Чезаре» — 10 жовтня 1937 року.
| Початковий профіль та план корабля | Профіль та план корабля після реконструкції |

### Модернізації воєнного часу
У другій половині 1940 рок всі 13,2-мм кулемети були демонтовані, їх замінили на 6 x 2 20-мм зенітні автомати Breda 20/65 Mod. 1935.
У 1941 році кількість зенітних автоматів на «Джуліо Чезаре» збільшили до 16 (8 x 2), кількість 37-мм автоматів також довели до 16 (8 x 2).
Піч час відновлювального ремонту «Конте ді Кавур», який затонув під час нападу на Таранто, планувалось збільшити кількість зенітних гармат (6 x 2 135-мм/40, 12 x 65-мм/64) та встановити РЛС. На момент капітуляції Італії ці роботи завершити не встигли, проте на корабель були встановлені гармати головного калібру (які зняли під час підйому корабля у 1941 році), а також 135-мм зенітні гармати.